# Krmelj
Krmelj este o localitate din comuna Sevnica, Slovenia, cu o populație de 1.058 de locuitori.